# グルク
グルク(ドイツ語：Gurk)は、オーストリア、ケルンテン州ザンクト・ファイト郡の町である。

## 名称
グルクという名称はローマ帝国による支配以前にグルク川に対してつけられたものであり、「うがい(ドイツ語：die Gurgelnde)」という意味である。

## 地理

### 概説
ケルンテン州の州都クラーゲンフルトから北に約40kmに位置する。面積は39.65km²であり、標高は662mである。町域をグルク川という川が流れている。町域はグルクの市街地周辺と、ピスヴェク(Pisweg)を始めとするグルク市街地の南の山岳の尾根に広がる農業地域でからなる。

### 主な地名[3]

#### グルク地区
- フィンスターバッハ(Finsterbach)
- ガサレスト(Gassarest)
- クロイツベルク(Kreuzberg)
- ラニッツ(Ranitz)
- レーヒェンハウス(Reichenhaus)

#### ピスヴェク地区
- ピスヴェク(Pisweg)
- デーフル(Dörfl)
- フィンスタードルフ(Finsterdorf)
- フェビンク(Föbing)
- グランツ(Glanz)
- グルスカ(Gurska)
- グヴァドニッツ(Gwadnitz)
- フンズドルフ(Hundsdorf)
- クレン(Krön)
- マンスターニッツェン(Mansternitzen)
- ニーダードルフ(Niederdorf)
- ストラーサ(Straßa)
- スーチュ(Sutsch)
- ツァーバースドルフ(Zabersdorf)
- ツェドル(Zedl)
- ツェドロス(Zedroß)
- ツェルトシャッハ(Zeltschach)

## 人口
グルクには2022年時点で564世帯、1,185人が暮らしている。
人口減少が進んでおり、1900年ごろに比べて人口は1/4に減少している。グルク市街に限って人口は増えているが、特に農業地域の人口減少が激しく、ピスヴェクでは人口が半減している。

## 歴史
人類がグルクに居住していた最初の痕跡は約2,000年前の石の遺跡であり、グルク大聖堂にはローマ時代の遺跡からとられた石が今も使われている。
その後スラヴ人地域であったケルンテンがバイエルン公国の影響範囲に組み込まれると、グルクタール(Gurktal)と呼ばれるグルク川流域の谷にはバイエルンやザルツブルクとケルンテン各地を結ぶ交易路が形成された。このときザンクト・ファイト郡の北側はザルツブルク大司教の支配下に置かれたが、依然ヘマ・フォン・グルクの先祖にあたる貴族の勢力が最大であり、898年に東フランク王のアルヌルフはその貴族に対して現在のグルク近辺に「グルツァ(Gurca)」と呼ばれる地域を下賜した。そしてヘマが夫と２人の息子に先立たれた後、彼女は現在のグルクにあたるグルクホーフェン(Gurkhofen)の村に修道院を建立した。
1072年、ザルツブルク大司教がこの修道院に司教区(グルク司教区)を設置して修道院がグルクの大地主となると、グルクの行政はこの修道院が担った。その後主要な交易路がグルク谷を迂回するようになり、12世紀にはグルク司教の拠点が隣のシュトラスブルク(Straßburg)へと移ったが、13世紀からグルク大聖堂にあるヘマの墓への巡礼が始まり、これがグルクの経済を活発にした。この頃のグルクには約100軒の家があり、11世紀にはすでにマーケットタウンであったと考えられているが、確実にマーケットタウンであったといえるのは1298年以降である。さらに中世後期から19世紀後半にかけては二つの鍛冶工場を持つ鉄産業の町でもあり、その一方は20世紀に入ってもパルプ工場として存続していた。
1848年革命によって農民が解放されて修道院による行政は終わったが、修道院の建物はその後も官公庁として使われてグルクの行政の中心として機能し、1976年まで郡参事会(オーストリアの地方自治機関の一種)と地方裁判所が入っていた。
グルクタールの近代化は1900年ごろにグルクの裕福な市場市民と公務員によって主導されて始まり、近年ケルンテン貯蓄銀行(Kärntener Sparkasse)へと統合されたグルクタール貯蓄銀行(Gurktaler Sparkasse)と呼ばれる貯蓄銀行や1898年に落成して1968年まで運行していたグルクタール鉄道(Gurktalbahn)などが設立された。
1938年にヘマが列聖されると巡礼は再び活発になったが、第二次世界大戦によって13世紀以来の定期巡礼は終焉した。しかしその後も巡礼者は絶えず、1987年から1989年にかけてのヘマ記念祭と1988年の教皇ヨハネ・パウロ２世による訪問をうけて巡礼者は再び増加した。
1973年、旧グルク町とピスヴェク町が合併して現在のグルク町(Marktgemeinde Gurk)が成立した。

## 教育
グルクには国民学校(ドイツ語：Volksschule)が一つだけある。なお、オーストリアにおけるVolksschuleとはドイツにおける基礎学校(ドイツ語：Grundschule)にあたる4年制初等学校である。

## 町章・町旗
1968年12月、グルクは町章と町旗の授与をケルンテン州政府に求め、翌1969年に申請が通って町章と町旗を得た。
グルクの町章は、青地の上にグルク大聖堂と天秤が金色で描かれたものである。天秤が描かれているのは、グルクの施政権が数世紀にわたって裁判官に属し、19世紀前半以来のグルクの印章に描かれてきたためである。
町旗は、町章の色に因んだ黄・青・黄の三色旗である。

## 観光
グルク大聖堂を観光の中心として、年間25万人がグルクを訪れる。

## 姉妹都市
2023年時点で、グルクの姉妹都市はドイツ、テューリンゲン州のアルンシュタット(1998年5月22日締結)のみである。